# Jungiansk terapi
Jungiansk terapi eller jungiansk psykoterapi, også kendt som jungiansk analyse, er en psykoterapeutisk tilgang, der er baseret på teorier og koncepter udviklet af den schweiziske psykiater Carl Gustav Jung. Tilgangen er opkaldt efter Jung, fordi han var grundlæggeren og den første fortaler for denne tilgang.

## Hovedtræk
Jungiansk terapi er dybdeterapi, der fokuserer på at udforske de ubevidste aspekter af den menneskelige psyke, og den har et formål om at hjælpe individer med at udvikle en dybere forståelse af sig selv og deres indre verden for at fremme mental trivsel. Den fremhæver udforskningen af drømme, symboler, myter og arketyper som vigtige metoder til at fremme psykologisk og spirituel vækst. I jungiansk terapi er klienten således ikke en passiv modtager af “redskaber” eller “værktøjer” til problemløsning, men samarbejder med terapeuten om at skabe øget bevidsthed ved at udforske det ubevidste. Ifølge empirisk forskning kræver en konventionel jungiansk analyse i gennemsnit 90 terapisamtaler.

## I Danmark
I Danmark har Jungiansk terapi en vis betydning, selvom dem måske ikke er lige så udbredt som mere mainstream terapiformer som kognitiv adfærdsterapi. Jungiansk terapi tilbydes af nogle terapeuter og terapeutiske centre, der har specialiseret sig i dybdepsykologi og Carl Jungs teorier. I Danmark undervises der i jungiansk terapi ved Jung Instituttet i København, som blev grundlagt i 1980. En kendt dansker på området er Jytte Back Grønkjær, der blandt andet har skrevet bogen Drømme og individuation.

## Kritik
Jungs teorier er komplekse og omfattende, og nogle kritikere mener, at de kan være vanskelige at anvende i terapipraksis. Terapeuter kan finde det udfordrende at navigere i de mange begreber og symboler, der er en del af Jungs tilgang.